# هانستون، سافک
هانستون (به انگلیسی: Hunston) یک روستا و محله مدنی در بریتانیا است که در Mid Suffolk واقع شده‌است. هانستون ۱۹۷ نفر جمعیت دارد.